# Lilia Moritz Schwarcz

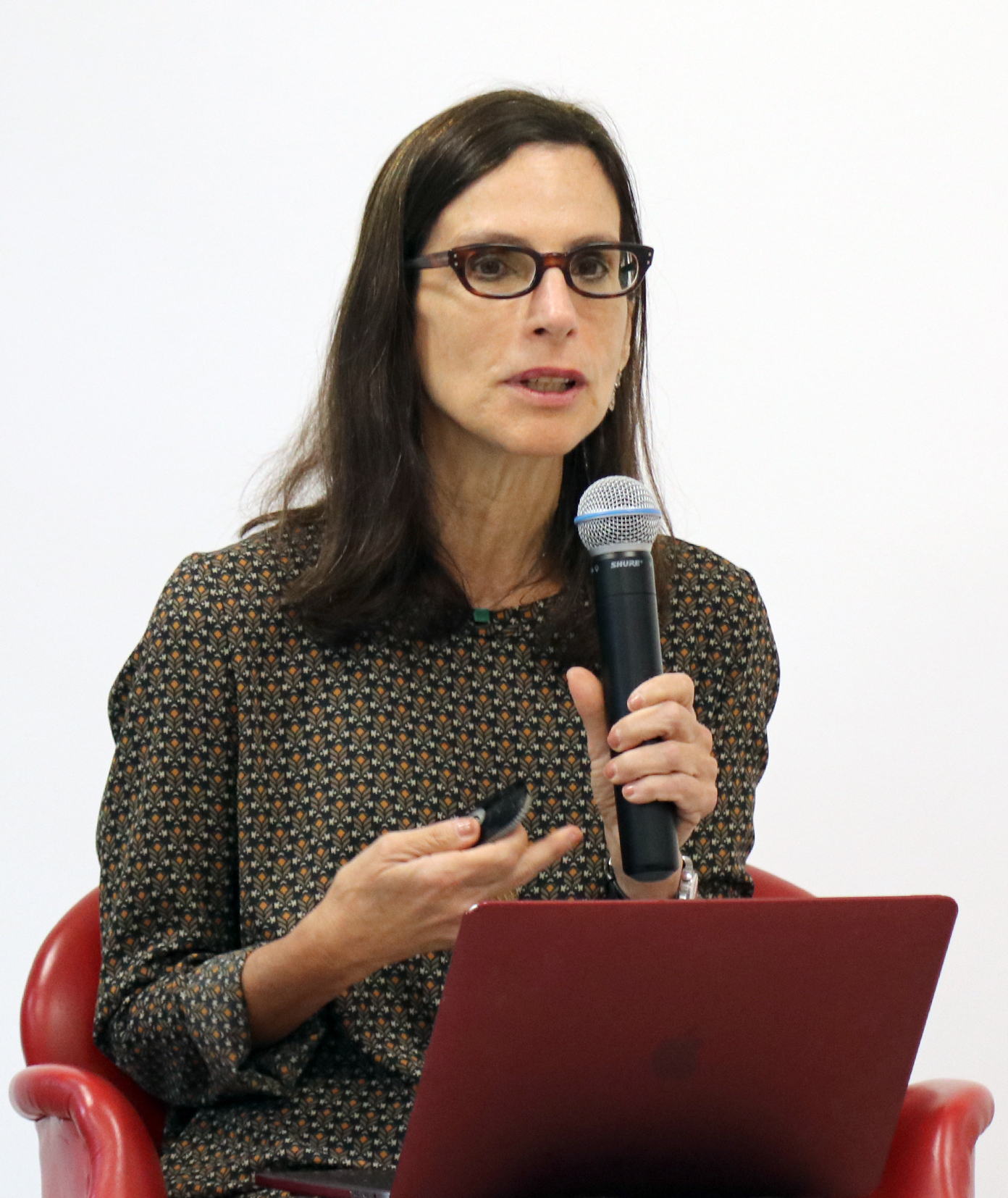
Lilia Moritz Schwarcz

Lilia Katri Moritz Schwarcz (* 1957 in São Paulo) ist eine brasilianische Humanwissenschaftlerin, Hochschullehrerin und Verlegerin.

## Leben
Schwarcz promovierte 1993 in Sozialanthropologie an der Universität von São Paulo mit einer Arbeit über Rassistisches Wissen und habilitierte sich 1998 ebendort.
In ihren Schriften befasst sie sich mit dem monarchischen Brasilien, Sklaverei in Brasilien, Symbolbildung, Geschichte der Anthropologie, Ethnizität, visuelle Anthropologie und soziale Identität.
Ihr Werk As barbas do Imperador (Der Bart des Kaisers) über Kaiser Pedro II. wurde 1999 als bestes Sachbuch des Jahres mit dem Prêmio Jabuti ausgezeichnet. Sie veröffentlichte diesen Bestseller in dem zusammen mit ihrem Mann Luiz Schwarcz 1986 in São Paulo gegründeten Verlag Companhia das Letras, der sich zum renommiertesten Verlag Brasiliens entwickelt hat.
Sie erhielt 2010 die Auszeichnung als Kommandeurin des Ordem Nacional do Mérito Científico. 2021 wurde sie mit dem Reimar-Lüst-Preis ausgezeichnet, der von der Alexander von Humboldt-Stiftung und der Fritz Thyssen Stiftung vergeben wird und der ihr einen Forschungsaufenthalt an der FU Berlin ab dem Sommersemester 2022 ermöglicht.
Im Jahr 2024 wurde Schwarcz in den Sitz mit der Nummer 9 der Brasilianische Akademie der Literatur gewählt.

## Schriften
- Retrato em branco e negro. Jornais, escravos e cidadãos em São Paulo no fim do século XIX. Companhia das Letras, São Paulo 1987, ISBN 85-85095-18-0.
- O espetáculo das raças. Cientistas, instituições e pensamento racial no Brasil: 1870–1930. Companhia das Letras, São Paulo 1993, ISBN 85-7164-329-6.
  - Englischsprachige Ausgabe: The spectacle of the races. Espetáculo das raças. Scientists, institutions, and the race question in Brazil, 1870–1930. Hill and Wang, New York 1999, ISBN 978-0-8090-8789-1.
- As barbas do Imperador. Dom Pedro II, um monarca nos trópicos. Companhia das Letras, São Paulo 1998, ISBN 85-7164-837-9.
  - Englischsprachige Ausgabe: The emperor’s beard. Dom Pedro II and the tropical monarchy of Brazil. Translated from the Portuguese by John Gledson. Hill and Wang, New York 2004, ISBN 0-8090-4219-3.[6]
- A Longa Viagem da Biblioteca dos Reis. Do terremoto de Lisboa à Independência do Brasil. Companhia das Letras, São Paulo 2002, ISBN 85-359-0288-0.
- O Sol do Brasil. Nicolas-Antoine Taunay e as Desventuras Dos Artistas Franceses na Corte de D. João (1816–1821). Companhia das Letras, São Paulo 2008, ISBN 978-85-359-1185-5.
- (Hrsg.): Leituras críticas sobre Evaldo Cabral de Mello. Editora UFMG, Belo Horizonte 2008, ISBN 978-85-7041-608-7.[7]
- D. João carioca. A corte portuguesa chega ao Brasil (1808–1821). Companhia das Letras, São Paulo 2008, ISBN 978-85-359-1120-6.